# Gouvernement Grívas
IIIe République hellénique
Tzannetákis Zolótas
Le gouvernement Grívas (en grec moderne : Κυβέρνηση Ιωάννη Γρίβα) est le gouvernement de la République hellénique entre le 12 octobre et le 23 novembre 1989, institué à la suite de la dissolution de la Ve législature du Parlement.
Il est dirigé par l'indépendant Ioánnis Grívas, président de la Cour de cassation. Il succède au gouvernement de coalition du conservateur Tzannís Tzannetákis et cède le pouvoir au gouvernement d'unité nationale de l'indépendant Xenophón Zolótas après qu'aucune majorité ne s'est dégagée lors des élections du 5 novembre 1989.

## Historique
Dirigé par le nouveau Premier ministre transitoire Ioánnis Grívas, également président de la Cour de cassation, ce gouvernement ne dispose d'aucun soutien parlementaire puisque sa nomination fait suite à l'impossibilité de constituer une majorité au sein du Parlement.
Il est formé à la suite de la démission de Tzannís Tzannetákis, au pouvoir depuis juillet 1989.
Il succède donc au gouvernement Tzannetákis, constitué et soutenu par une coalition entre la Nouvelle Démocratie (ND) et le Synaspismós (SYN).

### Formation
Le 7 octobre 1989, Tzannís Tzannetákis remet sa démission au président de la République Khrístos Sartzetákis en vue de mettre en place un gouvernement transitoire menant à des élections législatives anticipées, conformément à l'annonce faite par le Premier ministre devant les députés en juillet précédent. Après que le socialiste Andréas Papandréou a échoué à mettre sur un pied une majorité, puisque la ND et SYN ont refusé d'essayer, le chef de l'État appelle le président de la Cour de cassation Ioánnis Grívas à constituer une équipe de transition, conformément à la Constitution,.

### Succession
Au cours du scrutin, aucun parti ne remporte la majorité absolue. Après quelques semaines, les trois grandes formations politiques s'accordent pour constituer un gouvernement d'unité nationale sous l'autorité de l'ancien gouverneur de la Banque de Grèce Xenophón Zolótas.

## Composition
| Portefeuille                                                                       | Titulaire | Titulaire                  | Parti |
| ---------------------------------------------------------------------------------- | --------- | -------------------------- | ----- |
| Premier ministre                                                                   |           | Ioánnis Grívas             | Sans  |
| Ministre de la Présidence du gouvernement                                          |           | Nikólaos Thémelis          | Sans  |
| Ministre de la Défense nationale                                                   |           | Théodoros Degiánnis        | Sans  |
| Ministre des Affaires étrangères                                                   |           | Geórgios Papoúlias         | Sans  |
| Ministre de l'Intérieur                                                            |           | Vassíleios Skourís         | Sans  |
| Ministre de l'Économie nationale et du Tourisme                                    |           | Giórgos Kodogeórgis        | Sans  |
| Ministre des Finances                                                              |           | Giórgos Agapitós           | Sans  |
| Ministre de l'Agriculture                                                          |           | Giánnis Liápis             | Sans  |
| Ministre du Travail                                                                |           | Giánnis Koukiádis          | Sans  |
| Ministre de la Santé, du Bien-être et de la Sécurité sociale                       |           | Giórgos Meríkas            | Sans  |
| Ministre de la Justice                                                             |           | Konstantínos Stamátis      | Sans  |
| Ministre de l'Éducation nationale et des Religions                                 |           | Konstantínos Despotópoulos | Sans  |
| Ministre de la Culture                                                             |           | Giórgos Mylonás            | ND    |
| Ministre de l'Ordre public                                                         |           | Dimítrios Maníkas          | Sans  |
| Ministre de la Macédoine-Thrace                                                    |           | Ioánnis Deligiánnis        | Sans  |
| Ministre de la Mer Égée                                                            |           | Antónios Phoússas          | Sans  |
| Ministre de l'Environnement, de l'Aménagement du territoire et des Travaux publics |           | Konstantínos Liáskas       | Sans  |
| Ministre de l'Industrie, de l'Énergie et de la Technologie                         |           | Pávlos Sakellarídis        | Sans  |
| Ministre du Commerce                                                               |           | Theódoros Gamalétsos       | Sans  |
| Ministre des Transports et des Communications                                      |           | Geórgios Noutsópoulos      | Sans  |
| Ministre de la Marine marchande                                                    |           | Nikólaos Pappás            | Sans  |